# Anna-Lisa Kälvesten
Anna-Lisa Kälvesten, född 1908, död 2001, var en svensk journalist och lärare.
Kälvesten var sekreterare och sakkunnig i Ungdomsvårdskommittén och engagerade sig i Barnbyn Skå. Hon författade flera skrifter, däribland 222 Stockholmspojkar med Gustav Jonsson (1964) och 40 fosterfamiljer med Skåbarn (1973).